# Русько-Урський
Ру́сько-У́рський (рос. Русско-Урский) — селище у складі Ленінськ-Кузнецького округу Кемеровської області, Росія.

## Населення
Населення — 134 особи (2010; 180 у 2002).
Національний склад (станом на 2002 рік):
- росіяни — 100 %